# 11596 Francetic
11596 Francetic eller 1995 KA1 är en asteroid i huvudbältet som upptäcktes 26 maj 1995 av den amerikanske astronomen Timothy B. Spahr vid Catalina Station. Den är uppkallad efter Daniel Francetic.
Asteroiden har en diameter på ungefär 7 kilometer.